# Вілія Маркевічюте
Вілія Маркевічюте (лит. Vilija Markevičiūtė; нар. 30 січня 1961, Вільнюс, Литовська РСР) — радянська та литовська футболістка, захисниця.

## Життєпис
Вілія розпочинала грати у Вільнюсі за команди «Жальгіріс» та «Рута».
У 1991 році перейшла в «Калужанку», в якій провела 4 сезони.
У жовтні 1994 року повернулася на батьківщину і виступала за «Вілію» та «Вільнюс ФМ» (Vilnius Futbolo Mokykla), з яким стала чемпіонкою країни і завершила виступи.

## Досягнення
командні
- Чемпіонат Росії
  -  Бронзовий призер (1): 1994

- -  Чемпіон (1): 1995/96[2]
  -  Срібний призер (2): 1994/95[2]

- Кубок Литви
  -  Фіналіст (1): 1995[2]

особисті
- забила перший м'яч «Калужанки» в чемпіонатах країни у ворота «Трікотажниці» на 36 хвилині матчу (4:0, 8 червня 1991)[2].
- за підсумками сезону входила до списку «33 найкращих футболістки країни» (1): 1992[3].
- Забивала м'ячі в міжнародних товариських матчах «Калужанку» в ворота:
  - 1 гол: «Мейплбрук Бласт» (США) (3:0, 12.08.1991)
  - 1 гол: ЦСКА (Болгарія) рахунок (4:2, 10.04.1992)
  - 1 гол: «Іпландс Екебю» (Швеція) (8:1, 19.04.1993)
- Брала участь в складі «Калужанки» в товариських матчах проти збірних СРСР (0:5, 05.09.1991), Нідерландів (0:2, 10.09.1992) і Росії (1:2, 20.08.1992; 0:1, 11.09.2019)